# Ђовенцана (Леко)
Ђовенцана је насеље у Италији у округу Леко, региону Ломбардија.
Према процени из 2011. у насељу је живело 250 становника. Насеље се налази на надморској висини од 657 м.